# Restart
Restart — П'ятий повноформатний альбом українського російськомовного репера Yarmak, виданий у 2017 році лейблом Yarmak Music.
10 квітня вийшов кліп на трек «Restart». Через 3 дні весь альбом. На 4 пісні з альбому було відзнято відеокліпи («Restart», «Твої сни», «Живой», «Ковчег»).

## Список пісень
| #   | Назва                               | Тривалість |
| --- | ----------------------------------- | ---------- |
| 1.  | «Restart»                           | 2:22       |
| 2.  | «So Hard» (feat. Laud)              | 2:38       |
| 3.  | «Крепче брони»                      | 3:13       |
| 4.  | «Бом диги бом» (feat. Fame)         | 3:31       |
| 5.  | «На районе» (feat. Fame, TOF & FIR) | 3:42       |
| 6.  | «Бум-бум» (feat. ГИГА1)             | 2:50       |
| 7.  | «Я пою»                             | 2:34       |
| 8.  | «Странное чувство» (feat. Fame)     | 4:30       |
| 9.  | «Рокстар» (feat. Радмир)            | 2:55       |
| 10. | «До конца» (feat. Laud)             | 3:08       |
| 11. | «Бегин» (feat. Сальто Назад)        | 3:24       |
| 12. | «Роботы»                            | 3:31       |
| 13. | «Ковчег»                            | 2:37       |
| 14. | «Живой» (feat. Fame)                | 3:55       |
| 15. | «Всем тем»                          | 3:12       |
| 16. | «Твої сни» (feat. Оля Чернишова)    | 3:04       |

## Музиканти
- Олександр Ярмак — вокал

Запрошені музиканти
- Laud — вокал («So Hard». «До конца»)
- FIR — вокал («На районе»)
- TOF — вокал («На районе»)
- Оля Чернишова — вокал («Твої сни»)
- Fame — вокал («Бом диги бом», «На районе», «Странное чувство», «Живой»)
- Радмир — вокал («Рокстар»)
- Сальто назад — вокал («Бегин»)